# Gare d'Isles - Armentières - Congis
La gare d'Isles - Armentières - Congis est une gare ferroviaire française de la ligne de Trilport à Bazoches, située sur le territoire de la commune d'Isles-les-Meldeuses, à proximité d'Armentières-en-Brie et de Congis-sur-Thérouanne, dans le département de Seine-et-Marne en région Île-de-France.
Elle est mise en service en 1894 par la compagnie des chemins de fer de l'Est.
C'est une gare voyageurs de la Société nationale des chemins de fer français (SNCF), desservie par les trains de la ligne P du Transilien.

## Situation ferroviaire
Établie à 63 mètres d'altitude, la gare d'Isles - Armentières - Congis est située au point kilométrique (PK) 59,569 de la ligne de Trilport à Bazoches, entre les gares de Trilport et de Lizy-sur-Ourcq.

## Histoire
La halte d'Isles - Armentières est mise en service le 1er juin 1894, par la Compagnie des chemins de fer de l'Est, lorsqu'elle ouvre à l'exploitation la section de Trilport à La Ferté-Milon.
Les Chemins de fer de l'Est y construisent un bâtiment voyageurs standard de type A dont la disposition est la suivante :
- une première aile d’une seule travée et de deux étages, qui servait de logement de fonction pour le chef de gare ;
- une seconde aile d'une seule travée et d’un seul étage, plus étroite, où se trouvait le guichet, la salle d'attente et l'espace dévolu au traitement des colis.

Elle est renommée « Isles - Armentières - Congis » et fait partie de la nouvelle commune d'Isles-les-Meldeuses lors de sa création en 1906.

## Fréquentation
De 2015 à 2024, selon les estimations de la SNCF, la fréquentation annuelle de la gare s'élève aux nombres indiqués dans le tableau ci-dessous.
| Année     | 2015    | 2016    | 2017    | 2018    | 2019    | 2020   | 2021   | 2022   | 2023   | 2024    |
| --------- | ------- | ------- | ------- | ------- | ------- | ------ | ------ | ------ | ------ | ------- |
| Voyageurs | 100 521 | 102 504 | 103 988 | 103 680 | 103 553 | 56 630 | 98 675 | 85 504 | 97 916 | 108 253 |

## Service des voyageurs

### Accueil
Halte SNCF Transilien, c'est un point d'arrêt non géré (PANG). Elle est équipée d'automates pour l'achat de titres de transport Transilien.
La traversée des voies et le passage d'un quai à l'autre s'effectuent par le passage à niveau routier.

### Desserte
La desserte est réalisée par les trains de la ligne P du Transilien du réseau Paris-Est.

### Intermodalité
Un parc pour les vélos et un parking gratuit (environ 50 places) pour les véhicules y sont aménagés.
La gare dispose d'un arrêt de bus desservi par la ligne 23 du réseau de bus Meaux et Ourcq.

Galerie de photographies
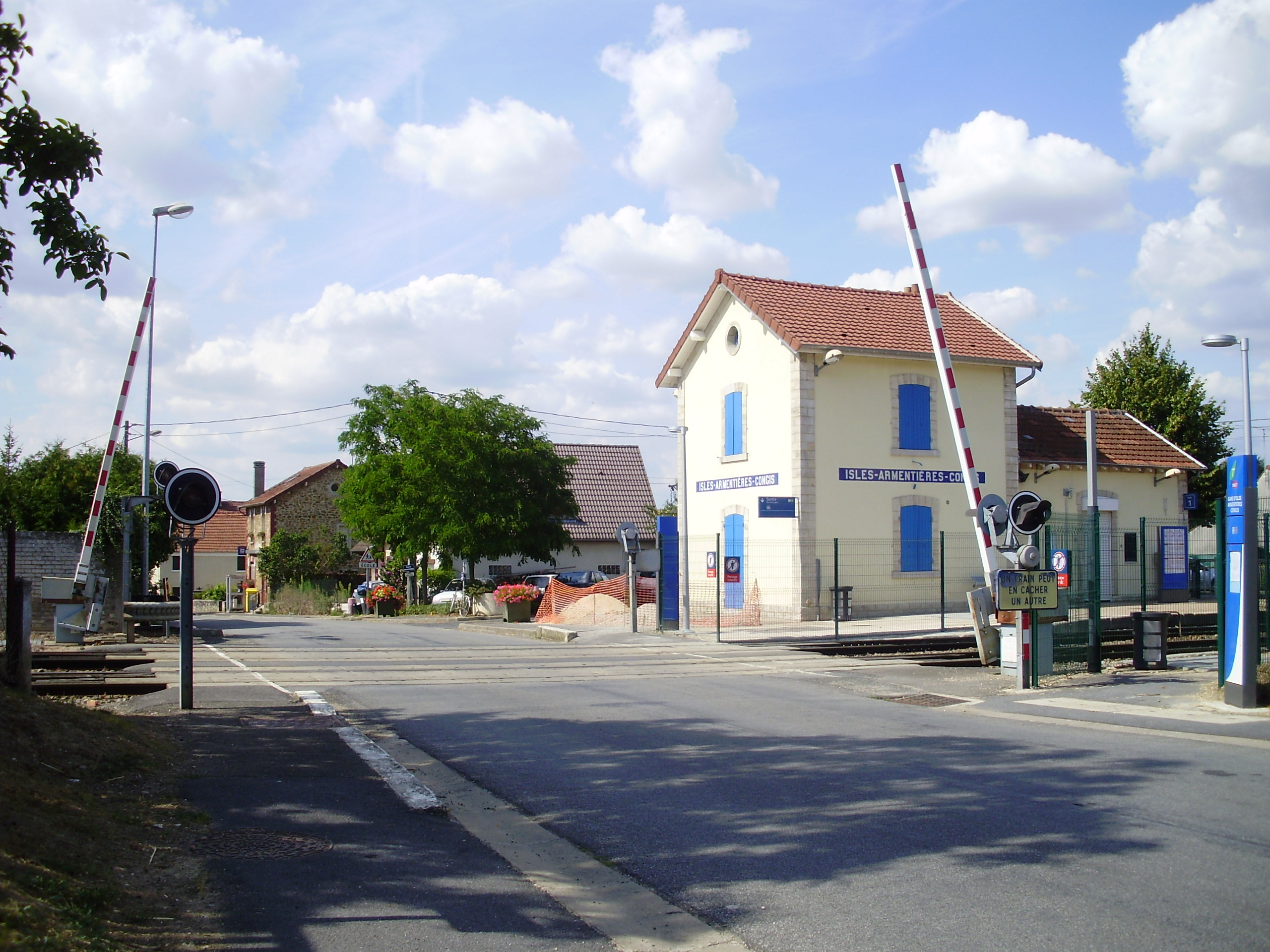
Passage à niveau.
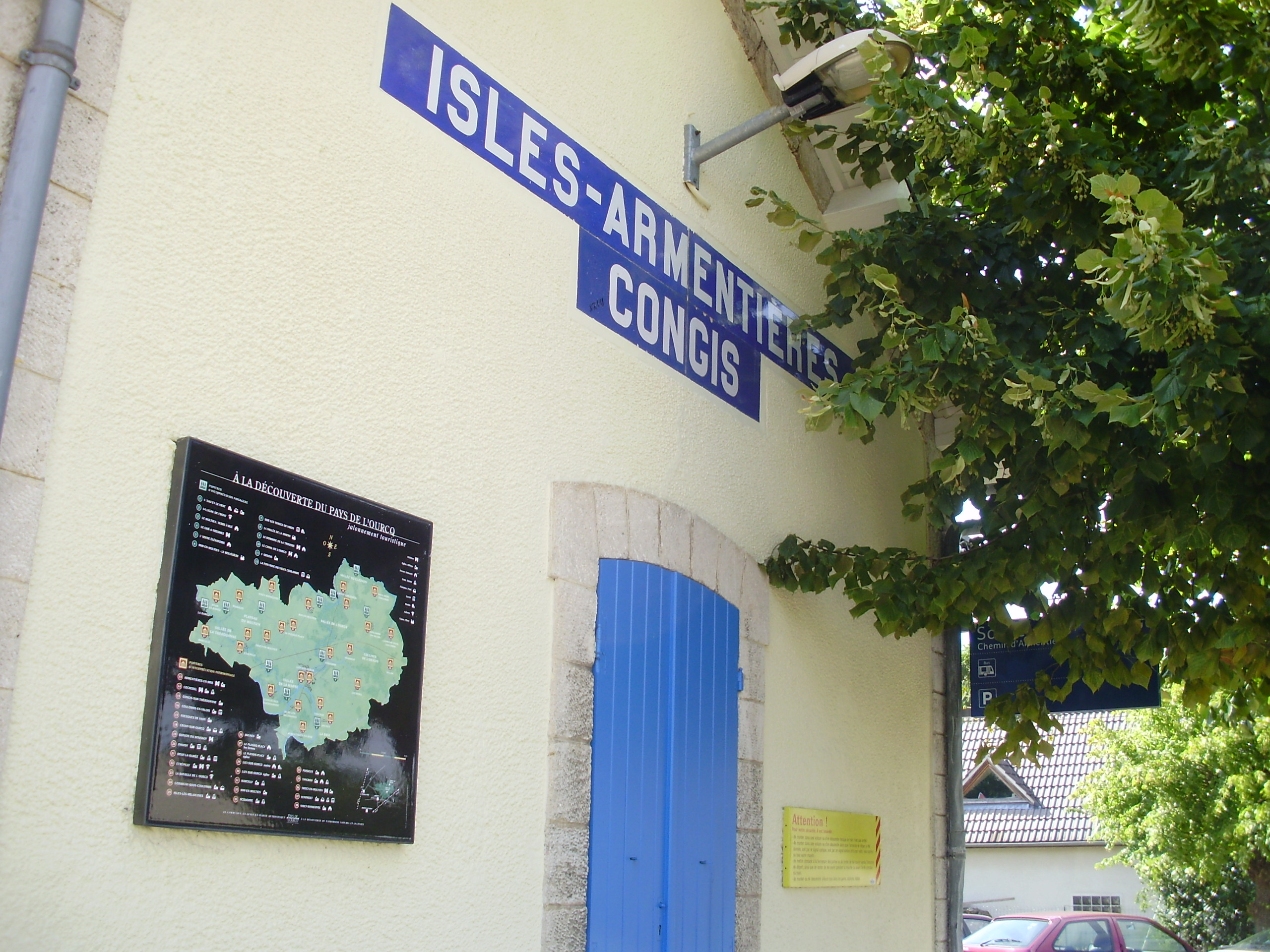
Façade nord-est du bâtiment voyageurs.
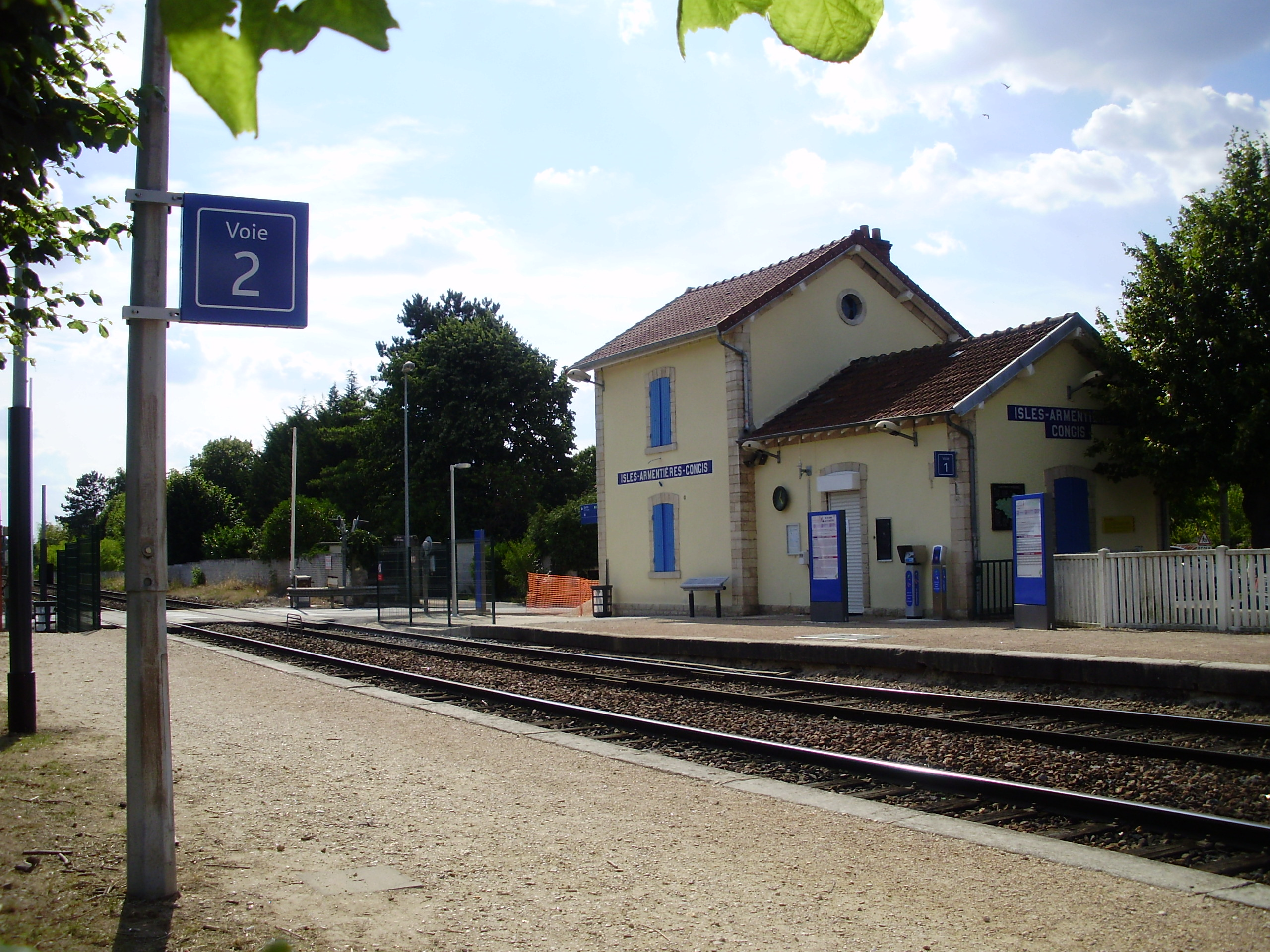
Vue d'ensemble des installations.